# Нецов
Нецов (њем. Neetzow) општина је у њемачкој савезној држави Мекленбург-Западна Померанија. Једно је од 89 општинских средишта округа Остфорпомерн. Према процјени из 2010. у општини је живјело 621 становника. Посједује регионалну шифру (AGS) 13059066.

## Географски и демографски подаци
Нецов се налази у савезној држави Мекленбург-Западна Померанија у округу Остфорпомерн. Општина се налази на надморској висини од 12 метара. Површина општине износи 25,2 km². У самом мјесту је, према процјени из 2010. године, живјело 621 становника. Просјечна густина становништва износи 25 становника/km².